# キナプリル
キナプリル(Quinapril)は、高血圧や心不全、糖尿病性腎症の治療に用いられるアンジオテンシン変換酵素阻害薬である。プロドラッグであり、肝臓で機能を持つ代謝物キナプリラトに変換される。

## 作用機構
キナプリルは、アンジオテンシンIからアンジオテンシンIIへの変換を触媒するアンジオテンシン変換酵素の作用を阻害する。アンジオテンシンIIは強力な血管収縮因子で、様々な機構により血圧を上昇させる。アンジオテンシンの生成を抑えることで、血漿中のアルドステロン濃度が低下し、尿へのナトリウムの排出が増加し、血液中のカリウム濃度が増加する。

## 治療薬
キナプリルは、高血圧の治療や心不全管理の補助治療に用いられる。単体またはチアジド系利尿薬と組み合わせて、高血圧の治療に用いられる。また、利尿薬やジゴキシンとともに心不全の治療に用いられる。

## 禁忌
- 妊娠
- 腎臓及び肝機能障害
- アンジオテンシン変換酵素阻害薬による以前の治療に関連した血管浮腫の既往歴のある患者
- キナプリル過敏症

## 副作用
キナプリルの副作用には、めまい、咳、嘔吐、胃のむかつき、血管浮腫や疲労が含まれる。
重大な副作用は、血管浮腫、急性腎不全、高カリウム血症、膵炎とされる。